# Esther Roth
Esther Roth-Shahamorov (em hebraico: אסתר רוט-שחמורוב) (Tel Aviv, 16 de abril de 1952) é uma antiga atleta multifacetada israelita que, na década de 1970, foi campeã asiática em diversas modalidades: 100 metros, 200 metros, 100 metros com barreiras, salto em comprimento e pentatlo.
Na sua disciplina preferida, os 100 m barreiras, alcançou o feito de conquistar, pela primeira vez na história do seu país, um lugar numa final olímpica. Tal sucedeu em 1976, nos Jogos Olímpicos de Montreal, quando Roth terminou a final dos 100 m barreiras na sexta posição, com o tempo de 13.04 s.
Os recordes nacionais que bateu ao longo da sua carreira, perduraram por mais de duas décadas. As suas melhores marcas pessoais são:
- 100 metros - 11.45 s (1972)
- 200 metros - 23.57 s (1975)
- 100 m barreiras - 12.93 s (1976)

Em 1999 foi agraciada com o Prêmio Israel.